# 앨버트 E. 브라운
소장 앨버트 이건 브라운(Albert Eger Brown, 1889년 6월 13일 – 1984년 10월 12일)은 미국 육군의 훈장을 받은 장교였다. 웨스트포인트를 졸업한 그는 판초 비야 원정과 두 번의 세계 대전 참전 용사였으며, 제2차 세계 대전의 알류샨 열도 전역 동안 제7보병사단의 사령관(CG)으로 복무한 것으로 가장 잘 알려져 있다.
전쟁 후, 브라운은 한미공동위원회 의장을 역임했으며, 그의 주요 임무는 대한민국을 관리하고 소련 대표단과 협상하는 것이었다. 그는 1949년 제6군 북부 군사지구 사령관으로 워싱턴의 밴쿠버 배럭스에 본부를 두고 전역했다.

## 초기 경력
앨버트 이건 브라운은 1889년 6월 13일 사우스캐롤라이나주 찰스턴 (사우스캐롤라이나주)에서 새뮤얼 클로드 브라운과 패니 메이 헤르츠의 아들로 태어났다. 그의 아버지는 가족이 스코틀랜드에서 미국으로 이민 온 사람이었는데, 찰스턴 근처의 인산염 광산 회사인 볼턴 광업 회사의 공동 소유자이자 총지배인이었다.
어린 앨버트는 찰스턴의 공립 및 사립 학교를 마쳤고 1907년 여름에 찰스턴 고등학교를 졸업했다. 그는 찰스턴 대학교에 입학했지만, 이듬해 웨스트포인트 (뉴욕주)의 미국 육군사관학교(USMA)에 임명되면서 중퇴했다. 그는 축구팀과 사격팀에서 활약했으며 "버피"라는 별명을 얻었다.

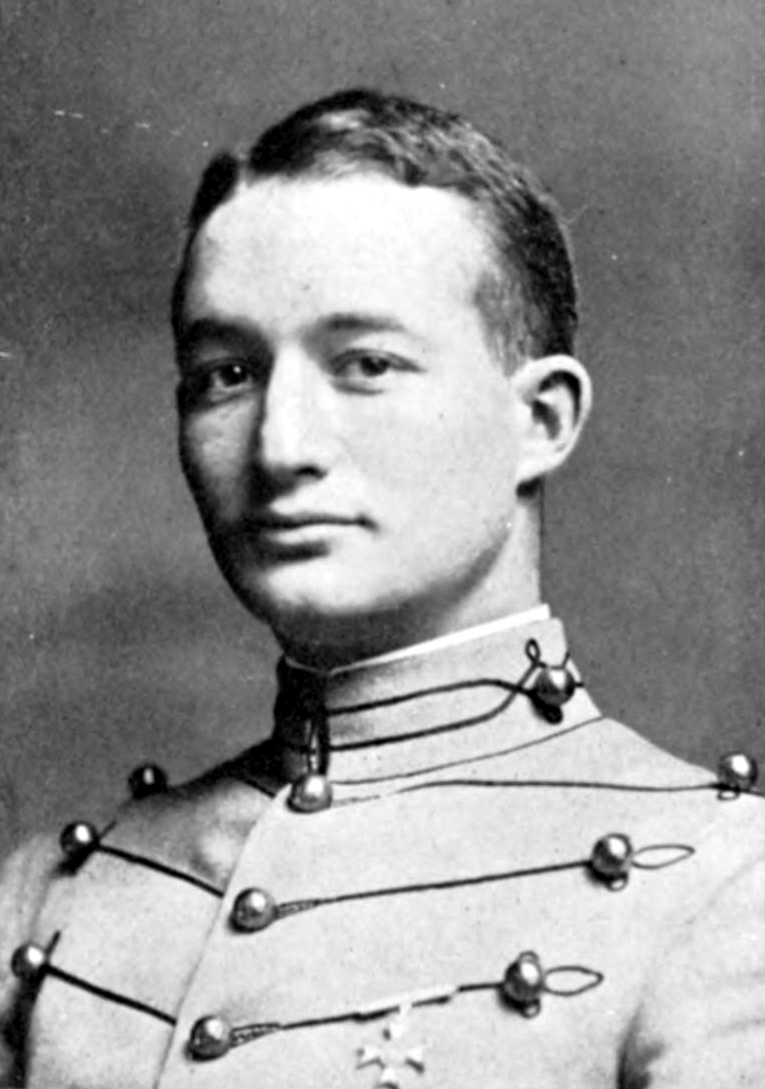
1912년 웨스트포인트에서

그의 동기생 중에는 아치볼드 V. 아널드, 레이먼드 O. 바턴, 스티븐 J. 체임벌린, 브래드포드 G. 치노웨스, 길버트 R. 쿡, 로스코 C. 크로퍼드, 필립 R. 페이몬빌, 밀러드 하먼, 웨이드 H. 헤이즐립, 토머스 J. 헤이스, 윌리엄 H. 홉슨, 대븐포트 존슨, 존 E. 루이스, 로버트 M. 리틀존, 프랜시스 B. 맬런, 해리 J. 맬로니, 윌리엄 J. 모리세이, 월터 M. 로버트슨, 시드니 P. 스팔딩, 프랭클린 C. 시버트, 월턴 워커, 윌리엄 G. 위버, 윌리엄 H. 윌버, 존 S. 우드를 포함한 여러 미래의 장군들이 있었다.
그는 1912년 6월 12일 95명 중 78등으로 졸업하여 이학사 학위를 받았고 보병 병과 소위로 임관했다. 브라운은 그 후 네브래스카 크룩 요새에 주둔하던 제4보병연대에 배속되었고, 1913년 1월 [[멕시코 국경 전쟁 (1910년-1919년)|판초 비야 휘하의 멕시코 반군과의 국경 전쟁]] 중 갤버스턴으로 연대와 동행했다.
브라운은 1914년 4월까지 갤버스턴의 멕시코 국경에서 복무했으며, 그 후 미국 상륙에 따른 점령 임무를 위해 연대와 함께 멕시코 베라크루스로 항해했다. 그는 1916년 7월 중위로 진급했으며 브라운즈빌에서 소속 연대의 보병 중대 지휘를 맡았다.
1917년 4월 미국의 제1차 세계 대전 참전 이후, 브라운은 5월 15일 대위로 진급했으며 게티즈버그로 파견되어 새로 창설된 제59보병연대에 합류하여 연대 부관이 되었다. 그는 그 해 11월까지 그 부대에 머물렀으며, 그 후 노스캐롤라이나 캠프 그린으로 파견되어 새뮤얼 W. 밀러 준장 휘하의 제4사단 제8여단 부관으로 복무했다.
브라운은 임시 소령으로 진급하여 1918년 6월 프랑스로 파견되었다. 그는 엔-마른 공세에 참가했으며, 한 달 후 찰스 게르하르트 준장이 지휘하는 제92사단 제183여단 부관으로 임명되었다. 그는 보주산맥, 아르곤 숲 및 마르바슈 지역에서 전투에 참여했으며, 1918년 11월 11일 독일과의 휴전 이후 제임스 B. 어윈 준장 휘하의 제92사단 본부에 배속되었다.

## 전간기
브라운은 1919년 2월에 사단과 함께 미국으로 돌아와 뉴욕 캠프 업턴과 메릴랜드 캠프 미드에서 잠시 복무한 후, 1919년 4월 캔자스시티의 예비 장교 훈련단 (ROTC) 제8지구 감사관으로 임명되었다. 그는 또한 평시 계급인 대위로 복귀했다.
그는 이 직책에서 4년을 보냈고, 1923년 4월 노스다코타 대학교 그랜드포크스에서 군사 과학 및 전술 교수로 임명되면서 영구 소령 계급을 받았다. 브라운은 그 해 9월 조지아 포트 베닝의 육군 보병학교로 파견되어 1924년 6월 보병 장교 과정을 수료했다.
얼마 후, 그는 캔자스 포트 리븐워스의 육군 지휘 및 참모 학교의 학생으로 파견되었다. 브라운은 1925년 6월에 졸업하고 인디애나 포트 벤자민 해리슨에서 잠시 복무한 후, 하와이로 가서 당시 에드워드 만 루이스 소장이 지휘하는 하와이 지구에서 참모 임무를 수행했다.
브라운은 1929년 6월 미국으로 돌아와 워싱턴 D.C.의 육군 전쟁 대학에 입학하여 이듬해 6월에 졸업했다. 그 후 1930년 7월 뉴포트의 미국 해군참모대학교에 입학하여 1931년 6월에 졸업했다.
그는 그 후 워싱턴으로 돌아와 육군성 참모부에 합류하여 1935년 10월까지 미국 육군참모총장인 더글러스 맥아더 대장 휘하에서 복무했다. 이 직책에 있는 동안 브라운은 1935년 8월 중령으로 진급했다.
그의 다음 근무지는 포트 베닝으로, 그곳에서 그는 보병의 모든 무기와 장비 개발을 감독하는 보병 위원회에 배속되었다. 그는 1938년 9월부터 1939년 5월까지 제29보병연대 제1대대장으로 복무했으며, 그 후 제38보병연대 제1대대장으로 전보되었다. 이 대대장으로서 그는 포트 베닝에서 학생 장교들을 위한 보병 전술 및 작전 시범에 참여했다.
브라운은 1940년 4월 워싱턴으로 돌아와 육군성 참모부의 예산 및 입법 계획 위원회 차장으로 임명되었다. 1941년 2월 대령으로 진급한 후, 그는 예산 및 입법 계획 위원회 위원장으로 임명되었다. 이 직책에 있는 동안 브라운은 의회에 대한 자금 및 입법 요청 준비를 담당했으며, 1941년 8월 준장으로 임시 진급했다.

## 제2차 세계 대전
1941년 12월 일본의 진주만 공격과 미국의 제2차 세계 대전 참전 이후, 브라운은 캘리포니아 포트 오드로 파견되어 찰스 H. 화이트 소장 휘하의 제7보병사단 부사단장(ADC)으로 임명되었다. 브라운은 캘리포니아의 살리나스강에서 상륙 훈련에 참여했으며, 1942년 5월 임시 소장으로 진급한 후 화이트를 대신하여 제7사단 지휘를 맡았다.
그는 캠프 샌 루이스 오비스포에서 몇 달 동안 훈련을 받았고, 모하비 사막에서 사막 훈련에 참여했으며, 나중에는 미 해병대의 홀랜드 스미스 소장 휘하에서 상륙 훈련에 참여했다.

### 알류샨 열도
일본군이 키스카섬과 애투섬, 알류샨 열도에 상륙한 후, 브라운은 애투 탈환을 위한 태스크포스 지휘를 맡았다. 그는 1943년 5월 11일 D-데이에 애투에 상륙하여 내륙 진격을 시작했다. 그의 부대원들의 진격은 수많은 기관총 진지와 저격병 사격으로 인해 느려졌고, 브라운은 추가 해군 폭격 지원과 더 많은 증원군을 요청했다. 작전의 전체 지휘를 맡은 북태평양군 사령관 토머스 C. 킨케이드 제독은 며칠 전 그의 함선을 공격했던 일본 잠수함들을 두려워했다. 브라운은 계속해서 증원군과 대량의 공병 및 도로 건설 장비를 요청했지만, 킨케이드는 그 요청에 의문을 제기했고, 신속한 돌파의 긍정적인 징후가 없었기 때문에 브라운이 고착되었다고 확신했다.

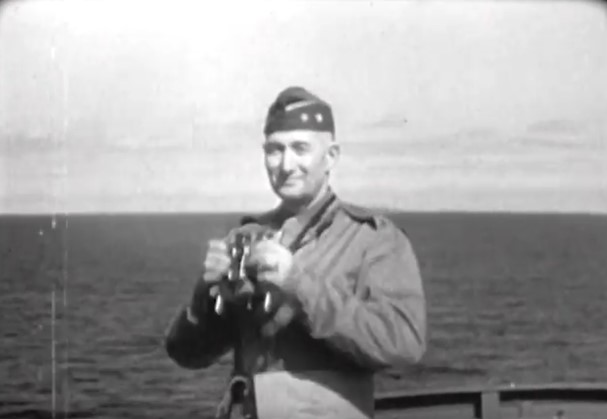
1943년 5월 알래스카 애투 침공 당시 브라운 소장

킨케이드는 드위트 장군과 버크너 장군과 상황을 상의했고, 그들은 브라운 장군을 지휘에서 해임할 것을 권고했다. 브라운은 유진 M. 랜드럼 소장에게 태스크포스 지휘관직을 넘겨주고 새로운 임무를 위해 미국으로 돌아가라는 명령을 받았다.

### 미국 내 근무
미국으로 돌아온 브라운은 조지아 캠프 휠러의 보병 교체 훈련소 사령관으로 비전투 임무를 맡았다. 그는 전쟁이 끝날 때까지 미국 내에서 복무할 것처럼 보였지만, 유럽에서 전장 지휘 임무를 제안받으면서 또 다른 기회를 얻었다.

### 유럽 작전전구
1944년 12월, 브라운은 유럽 작전전구(E.T.O.)로 파견되어 벨기에에 있는 제35보병사단의 폴 W. 바데 소장 휘하 본부에 잠시 합류했다. 그 후 그는 미 유럽 작전전구 지상군 증원 사령부 사령관으로 임명되어 1945년 4월 초까지 유럽 작전전구의 모든 부대에 증원군을 공급하는 책임을 맡았으며, 그 후 스태퍼드 르로이 어윈 소장이 12군단 지휘관으로 진급한 후 제5보병사단의 지휘를 맡았다.
브라운은 루르 포위전의 청소를 지휘했고, 그 후 하부 바이에른, 오스트리아에서 독일군을 몰아내고 1945년 5월 1일 최종적으로 체코슬로바키아 국경을 넘었다. 사단은 빔페르크와 볼라리 근처의 경계선에 도달할 때까지 후퇴하는 독일군과의 전투에 참여했다. 나치 독일의 항복 이후 체코슬로바키아에 주둔했을 때, 사단 병력은 헬름브레히츠 강제 수용소에서 독일 SS 부대에 의해 굶어 죽은 유대인 죽음의 행진 희생자들의 얕은 무덤을 발견했다.
브라운은 인근 마을의 독일 민간인들에게 시체를 발굴하여 볼라리 묘지에 다시 매장하도록 명령했다. 그는 또한 독일 민간인들에게 시체 옆을 지나가도록 강요했다. 독일, 오스트리아, 체코슬로바키아에서의 복무로 브라운은 훈공장과 동성훈장을 수여받았다. 그는 또한 프랑스로부터 레지옹 도뇌르 훈장과 야자수 전공십자훈장을 받았고, 체코슬로바키아로부터 전공 훈장을, 소련 적군으로부터 적성훈장을 받았다.

## 전후 복무
브라운은 남동부 하부 바이에른에서 몇 주 동안 점령 임무를 수행했으며, 그의 사단은 이재민 재정착, 독일 민간인에게 식량 및 의료 지원, 그리고 민간 질서 유지에 대한 책임을 졌다. 6월 말까지 제5사단은 미국으로 재배치를 시작했으며, 1945년 7월 말에 도착했다. 사단은 그 후 켄터키 포트 캠벨에 주둔했으며, 브라운은 사단의 태평양 전구 재배치 준비를 감독했다.
8월 15일 일본의 항복으로 상황이 바뀌었고, 브라운은 1946년 6월까지 그의 부대 해체를 책임졌으며, 그 후 그는 새로운 임무를 위해 태평양 지역으로 파견되었다. 브라운은 제6보병사단의 한국 지휘를 맡았으며, 이는 미국 점령 지역의 남쪽 절반을 통제했고, 그 해 9월까지 그 직책을 유지했으며, 그 후 한미공동위원회 의장으로 임명되었다. 그의 주요 임무는 대한민국을 관리하고, 당시 북한 행정을 책임지고 있던 테렌티 시티코프 대장 휘하의 소련 대표단과 협상하는 것이었다.
브라운은 1946년 12월까지 이 직책을 유지했으며, 그 후 존 R. 하지 중장 휘하의 주한 미군 부사령관으로 임명되었다. 그는 또한 하지 장군이 부재 중이던 1947년 2월부터 4월까지 임시 사령관으로 복무했으며, 그 후 부사령관으로서의 임무를 재개했다. 브라운은 1948년 3월까지 한국에서 복무했으며, 그 공로로 두 번째 훈공장을 받았다. 메달 훈기에는 다음과 같이 쓰여 있다.
1942년 7월 20일 의회 법령에 따라 승인된 아메리카 합중국 대통령은 앨버트 이건 브라운 소장, 미합중국 육군에게 1946년 9월부터 1947년 11월까지 한국 주둔 미군 부사령관 및 사령관으로서 미합중국 정부에 탁월한 봉사를 수행한 뛰어난 공로에 대해 두 번째 훈공장을 대신하여 청동 참나무 잎 무늬를 수여함을 기쁘게 생각한다.

1948년 9월 미국으로 돌아온 브라운은 워싱턴 밴쿠버 배럭스에 본부를 둔 제6군 북부 군사지구 사령관으로 임명되었다. 같은 기간에 그는 1943년 4월 애투에서의 해임 사건에 대한 재심을 요구했고, 길고 격렬한 청문회 끝에 브라운은 1949년에 공식적으로 어떠한 비행도 없었다는 판정을 받았다.
브라운은 1949년 6월 30일 37년간의 현역 복무를 마치고 퇴역하여 애슈빌에 정착했다. 그는 아내 제시 시웰 위버 브라운(1889–1982)과 함께 내슈빌로 이주했으며, 그곳에서 1984년 10월 12일 95세의 나이로 사망했다. 앨버트 E. 브라운 소장은 웨스트포인트 졸업 후 1940년 교통사고로 사망한 아들 앨버트 E. 브라운 주니어와 그의 아내 옆에 버지니아 알링턴 국립묘지에 전군 예우로 안장되었다.

## 훈장
앨버트 E. 브라운 소장의 휘장:
| Bronze oak leaf cluster |                                         |  |  |
|                         | Bronze star · Bronze star · Bronze star |  |  |
| Bronze star             | Bronze star · Bronze star · Bronze star |  |  |
|                         |                                         |  |  |

| 1열 | 훈공장 with 참나무 잎 무늬                          | 훈공장 with 참나무 잎 무늬                          | 훈공장 with 참나무 잎 무늬                          | 훈공장 with 참나무 잎 무늬                          | 훈공장 with 참나무 잎 무늬                                | 훈공장 with 참나무 잎 무늬                                | 훈공장 with 참나무 잎 무늬                                | 동성훈장                                                  | 동성훈장                           | 동성훈장                           | 동성훈장                           | 동성훈장                           | 동성훈장        | 동성훈장        | 동성훈장        |                 |
| 2열 | 멕시코 복무 메달                                    | 멕시코 복무 메달                                    | 멕시코 복무 메달                                    | 멕시코 복무 메달                                    | 제1차 세계 대전 전승 메달 with 세 개의 전투용 갈고리      | 제1차 세계 대전 전승 메달 with 세 개의 전투용 갈고리      | 제1차 세계 대전 전승 메달 with 세 개의 전투용 갈고리      | 제1차 세계 대전 전승 메달 with 세 개의 전투용 갈고리      | 미국 방위 복무 메달                | 미국 방위 복무 메달                | 미국 방위 복무 메달                | 미국 방위 복무 메달                | 미국 전역 메달  | 미국 전역 메달  | 미국 전역 메달  | 미국 전역 메달  |
| 3열 | 아시아-태평양 전역 메달 with 하나의 3/16인치 복무성 | 아시아-태평양 전역 메달 with 하나의 3/16인치 복무성 | 아시아-태평양 전역 메달 with 하나의 3/16인치 복무성 | 아시아-태평양 전역 메달 with 하나의 3/16인치 복무성 | 유럽-아프리카-중동 전역 메달 with 세 개의 3/16인치 복무성 | 유럽-아프리카-중동 전역 메달 with 세 개의 3/16인치 복무성 | 유럽-아프리카-중동 전역 메달 with 세 개의 3/16인치 복무성 | 유럽-아프리카-중동 전역 메달 with 세 개의 3/16인치 복무성 | 제2차 세계 대전 전승 메달          | 제2차 세계 대전 전승 메달          | 제2차 세계 대전 전승 메달          | 제2차 세계 대전 전승 메달          | 점령군 메달     | 점령군 메달     | 점령군 메달     | 점령군 메달     |
| 4열 | 레지옹 도뇌르 훈장 장교 (프랑스)                    | 레지옹 도뇌르 훈장 장교 (프랑스)                    | 레지옹 도뇌르 훈장 장교 (프랑스)                    | 레지옹 도뇌르 훈장 장교 (프랑스)                    | 프랑스 1939-1945년 전공십자훈장 (야자수 동반)             | 프랑스 1939-1945년 전공십자훈장 (야자수 동반)             | 프랑스 1939-1945년 전공십자훈장 (야자수 동반)             | 프랑스 1939-1945년 전공십자훈장 (야자수 동반)             | 체코슬로바키아 전공 훈장 1939-1945 | 체코슬로바키아 전공 훈장 1939-1945 | 체코슬로바키아 전공 훈장 1939-1945 | 체코슬로바키아 전공 훈장 1939-1945 | 적성훈장 (소련) | 적성훈장 (소련) | 적성훈장 (소련) | 적성훈장 (소련) |